# Петрово (Рожњава)
Петрово (слч. Petrovo) насељено је мјесто са административним статусом сеоске општине (слч. obec) у округу Рожњава, у Кошичком крају, Словачка Република.

## Становништво
| Година:    | 1994. | 2004.   | 2014.   | 2024.    |
| ---------- | ----- | ------- | ------- | -------- |
| Број људи: | 113   | 107     | 113     | 95       |
| Разлика:   |       | -5,30 % | +5,60 % | -15,92 % |

| Година:    | 2023. | 2024.   |
| ---------- | ----- | ------- |
| Број људи: | 98    | 95      |
| Разлика:   |       | -3,06 % |

Према подацима о броју становника из 2024. године насеље је имало 95 становника.